# Paranomus lagopus
Paranomus lagopus là một loài thực vật có hoa trong họ Quắn hoa. Loài này được Salisb. miêu tả khoa học đầu tiên năm 1891.